# 1850 в Україні

## Народились
- 1 січня Лотоцький Лев Антонович (1850—1926) — український письменник (поет, прозаїк та драматург), народний учитель.
- 7 січня Громницький Сидір (1850—1939) — український громадський діяч і педагог. Почесний член Наукового товариства імені Шевченка.
- 18 січня Левицький Іван Омелянович (1850—1913) — український бібліограф.
- 20 січня Бутовський Микола Дмитрович (1850—1917) — генерал від інфантерії, теоретик і практик військового навчання та виховання, публіцист.
- 27 січня Похитонов Іван Павлович (1850—1923) — український художник, майстер пейзажу, живописець та графік.
- 5 лютого Терлецький Остап Степанович (1850—1922) — український громадсько-політичний діяч, публіцист та літературознавець.
- 7 лютого Александер Семкович (1850—1923) — польський галицький історик, педагог, редактор.
- 25 лютого Барвінський Володимир Григорович (1850—1883) — український громадський діяч, видавець, історик, соціолог, журналіст, письменник, літературний критик і публіцист, перекладач.
- 18 березня Бершадський Сергій Олександрович (1850—1896) — історик права та правознавець.
- 25 березня Михайлов-Стоян Костянтин Іванович (1850—1914) — український і болгарський співак (тенор), музичний діяч, сценічне ім'я Стоян.
- 31 березня Воюцький Еміліан (1850 — після 1902) — доктор теології, ректор Чернівецького університету у 1892—1893 та 1901—1902 навчальних роках, громадський діяч.
- 31 березня Корякін Михайло Михайлович (1850—1897) російський оперний співак (бас), соліст петербурзького Маріїнського театру.
- 19 квітня Судковський Руфін Гаврилович (1850—1885) — маляр-мариніст.
- 15 травня Ян Бейзим (1850—1912) — польський священик, єзуїт, місіонер. Відомий своєю релігійною місією на Мадагаскарі.
- 16 травня Щербина Володимир Іванович (1850—1936) — український історик, педагог, громадський діяч. Член Київського товариства старожитностей і мистецтв, Київського товариства охорони пам'ятників старовини та мистецтва, член-кореспондент Всеукраїнської академії наук.
- 16 травня Ян Мікулич-Радецький (1850—1905) — польсько-австрійський хірург.
- 3 червня Кучеров Михайло Григорович (1850—1911) — хімік-органік часів Російської імперії.
- 24 червня Гриневецький Іван Миколайович (1850—1889) — український актор та режисер.
- 30 червня Моленцька Ольга Йосипівна (1850—1893) — українська акторка.
- 31 липня Подолинський Сергій Андрійович (1850—1891) — український науковець, лікар, соціолог, економіст, фізик, громадський і політичний діяч, публіцист.
- 11 серпня Бенно Штраухер (1850—1940) — єврейський юрист, доктор права, політик, громадський діяч, депутат законодавчих органів Австрії і Румунії, багаторічний президент Чернівецької єврейської релігійної громади, почесний громадянин міста Чернівці.
- 25 серпня Аксельрод Павло Борисович (1850—1928) — один із лідерів меншовиків.
- 25 серпня Богомолець Олександр Михайлович (1850—1935) — земський лікар, революціонер-народник. Родоначальник всесвітньо відомої української медичної династії Богомольців.
- 23 вересня Каманін Іван Михайлович (1850—1921) — український історик, архівіст, дослідник пам'яток культури, палеограф.
- 3 жовтня Барац Семен Мойсейович (1850—1913) — економіст часів Російської імперії.
- 12 листопада Артур Целецький (1850—1930) — польський дідич, громадський діяч, посол до Галицького Сейму.
- 26 листопада Вінцент Равський (молодший) (1850—1927) — архітектор.
- 2 грудня Кузнецов Микола Дмитрович (1850—1929) — український художник, дійсний член, академік, професор Петербурзької академії мистецтв, засновник Товариства південноросійських художників.
- 6 грудня Бодаревський Микола Корнилович (1850—1921) — український художник, дійсний член Петербурзької академії мистецтв, член Товариства південноросійських художників.
- Байдак Микола Дмитрович (1850 — після 1906) — представник української шляхти, громадський діяч, земський гласний, депутат Державної думи Російської імперії I-го скликання.
- Ващенко Василь Федотович (1850—1918) — фахівець у галузі бджільництва.
- Владислав Галицький (1850—1939) — львівський архітектор.
- Загоровський Олександр Іванович (1850 — після 1909) — правознавець-цивіліст, професор.
- Заклинський Леонід Гнатович (1850—1890) — український культурно-політичний діяч.
- Косич Марія Миколаївна (1850 — після 1903) — українська та білоруська письменниця, фольклористка і етнограф.
- Левицька Леонтина (1850 — близько 1910) — українська драматична актриса та співачка (сопрано).
- Марганець Михайло (1850—1919) — інженер-лісовод, державний секретар ЗУНР.
- Едуард Райс (1850—1907) — юрист, громадський і політичний діяч, багатолітній віце-бургомістр і бургомістр міста Чернівці в 1905—1907 роках.
- Семака Іван (1850—1894) — український громадський діяч, нотаріус.
- Січинський Микола (1850—1924) — громадський діяч, український греко-католицький священик, посол до Галицького сейму (з 1883 р.), один з діячів «Нової ери».
- Скородинський Андрій (1850—1912), просвітянський діяч, директор канцелярії Товариства «Просвіта» у Львові (1882—1908).
- Фесенко Юхим (1850—1926) — друкар і видавець.
- Щуровський Петро Андрійович (1850—1908) — піаніст, диригент і композитор родом з Полтави. Автор першої версії національного гімну Таїланду.

### Померли
- 3 квітня Прокопович Петро Іванович (1775—1850) — український бджоляр, основоположник раціонального рамкового бджільництва.
- 5 вересня Геровський Яків Симеонович (1794—1850) — педагог, релігійний та громадський діяч, священик УГКЦ. Професор, доктор богослов'я (1836), ректор Львівського університету у 1841—1842 роках.
- 29 грудня Станіслав Ян Дунін-Борковський (1782—1850) — граф, учений-мінералог і геолог, засновник геологічного музею Львівського університету, громадський діяч Галичини і Буковини.
- Автомонов Григорій Григорович (1793—1850) — військовий і державний діяч Російської імперії, полковник.
- Пузина Костянтин (1790—1850) — український поет родом з Полтавщини.

## Засновані, створені
- Весела Слобідка
- Коблеве
- Одрада
- Скороходове (село)
- Велика хоральна синагога (Бердичів)
- Успенський собор (Верхньодніпровськ)
- Свято-Вознесенська церква (Дубно)
- Церква Благовіщення Пресвятої Богородиці (Вербовець)
- Церква святого Архістратига Михаїла (Жнибороди)
- у Львові видовбана Медова печера
- у Києві заснована В. Кристер (фірма)
- Костел Різдва Пресвятої Діви Марії (Кам'янка)
- Поштова станція (Коростишів)

## Зникли, скасовані
- у січні в Перемишлі розпущено Руський Батальйон Гірських Стрільців